# Sketch
Pour les articles homonymes, voir Sketch (homonymie).
Un sketch (croquis ou esquisse en anglais) ou, plus classiquement, une saynète, est une courte représentation assurée par un ou plusieurs comédiens sur un ton humoristique.

## Histoire
Depuis l'Antiquité, les scènes comiques sont un des ressorts de nombreuses pièces de théâtre, mettant aux prises le plus souvent deux personnages antagonistes (le maître et le valet, le riche et le pauvre, le poète et le paysan, le mari et l'amant de sa femme, etc.), formule particulièrement employée par Molière. Cette forme de confrontation reste encore aujourd'hui la recette des duos comiques.
Les scènes comiques se développent particulièrement à partir du Moyen Âge avec les spectacles itinérants, puis avec la Comedia Del Arte, qui se construit autour de petites scènes burlesques.
La formule est largement reprise à partir du XVIIIe siècle au cirque, par les clowns puis, au XIXe siècle, au cabaret dans des numéros d'artistes comiques. Mais c'est avec l'émergence du music-hall que les sketches prennent leur statut de véritable spectacle et deviennent des œuvres d'auteurs.

## Formes
Popularisés dans les années 1950 et 1960 par des comiques comme Robert Lamoureux, Raymond Devos, Fernand Raynaud ou Guy Bedos, les sketches constituent le répertoire de base de nombreux humoristes. Dans certains cas, le sketch peut contenir des parties improvisées ou être entièrement improvisé. Il peut aussi prendre plusieurs formes :
- La personnification permet à l'humoriste d'interpréter un ou plusieurs personnages sur scène, à la manière d'Élie Semoun, de Pierre Palmade ou de Muriel Robin.
- Le stand-up, particulièrement pratiqué en Amérique du Nord, met en scène un humoriste qui raconte ce qui semble être sa propre histoire et qui n'hésite pas à interpeller le public. Eddie Murphy et Jerry Seinfeld en sont les représentants les plus connus, mais plusieurs artistes francophones utilisent la même formule, comme Anthony Kavanagh, Franck Dubosc, Jamel Debbouze ou plus récemment, Olivier de Benoist ou encore Anthony Joubert.
- Le développement de la télévision a donné naissance à des sketches spécialement écrits pour être diffusés dans une émission, comme ceux de Omar et Fred, Éric et Ramzy, Jean-Yves Lafesse ou encore les séries Caméra Café, Kaamelott ou encore Bref, entièrement composées de sketches. Il existe des émissions spécialisées, comme On n'demande qu'à en rire, présentée par Laurent Ruquier.
- Les chroniques de radio sont devenues un rendez-vous, traditionnellement tous les matins à heure fixe, mettant en scène des humoristes ou des personnages fictifs commentant l'actualité à la manière de Laurent Gerra (RTL), Nicolas Canteloup (Europe 1), Gilbert Minne (Rire et Chansons), Gérald Dahan (Rire et Chansons)…

## Débats, scandales et censure en France

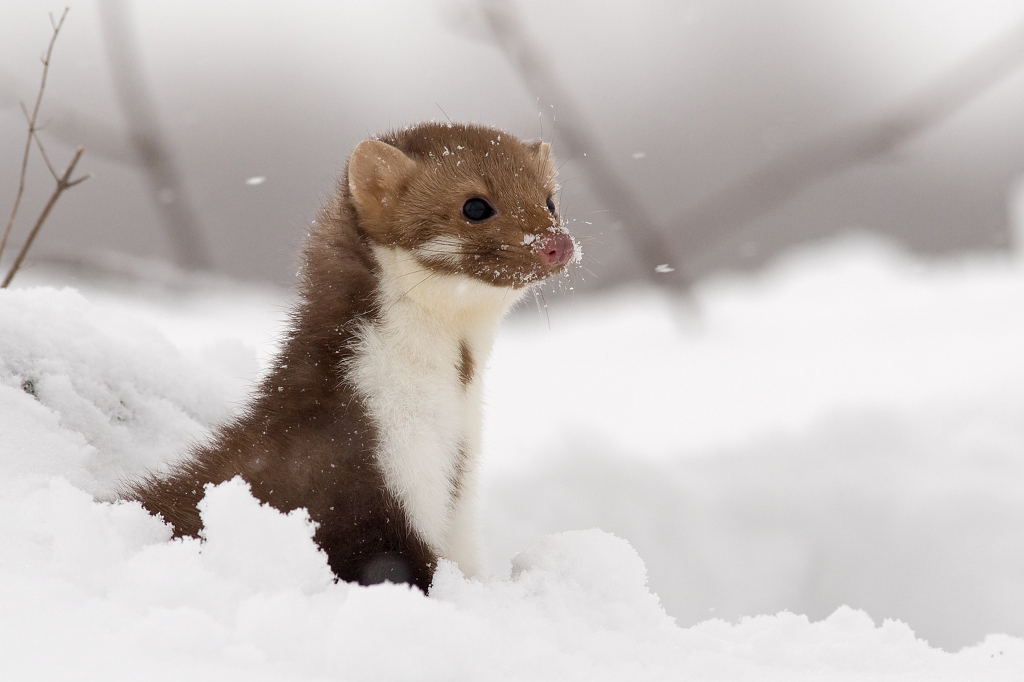
Une fouine, animal auquel l'humoriste Stéphane Guillon a comparé l'homme politique Éric Besson.

De nombreux sketches des XXe et XXIe siècles ont soulevé des débats et, pour certains, ont été censurés :
Le Noir de Muriel Robin a créé un véritable débat sur le racisme et des organisations ont voulu l'interdire, ce qu'elles n'ont pas obtenu.
Le Lâcher de salopes de Jean-Marie Bigard a d'abord été censuré à la télévision par le Conseil supérieur de l'audiovisuel mais est désormais autorisé sous réserve de l'interdiction aux moins de 12 ans.
Chroniques de Stéphane Guillon sur les ondes de France Inter à propos de Dominique Strauss-Kahn (le définissant comme obsédé sexuel bien avant l'affaire du Sofitel[réf. nécessaire]) et d'Éric Besson (le comparant à une fouine) a créé la polémique et a conduit finalement à l'éviction de l'humoriste.
Le Mur de Dieudonné, spectacle public interdit par le ministre de l'intérieur, autorisé par un tribunal administratif, finalement interdit par le conseil d'État.